# روث دونيلي
روث دونيلي (بالإنجليزية: Ruth Donnelly)‏ هي ممثلة أمريكية، ولدت في 17 مايو 1896 بترنتون في الولايات المتحدة، وتوفيت في 17 نوفمبر 1982 بنيويورك في الولايات المتحدة.

## أعمال

### أفلام
- (1936) السيد ديدز يذهب إلى المدينة
- (1939) السيد سميث يذهب إلى واشنطن
- (1943) هذا جيشي
- (1945) أجراس القديسة مريم

## وصلات خارجية
- روث دونيلي على موقع IMDb (الإنجليزية)
- روث دونيلي على موقع أول موفي (الإنجليزية)
- روث دونيلي على موقع قاعدة بيانات برودواي على الإنترنت (الإنجليزية)
- روث دونيلي على موقع قاعدة بيانات الأفلام السويدية (السويدية)
- روث دونيلي على موقع إن إن دي بي (الإنجليزية)
- روث دونيلي على موقع قاعدة بيانات الفيلم (الإنجليزية)